# Toon Horsten
Toon Horsten  (1969) is een Vlaams schrijver.

## Levensloop
Hij studeerde in 1987 af aan het Klein Seminarie van Hoogstraten. Daarna studeerde hij Germaanse filologie aan de universiteit van Leuven en volgde nog een jaar Nederlands aan de  Rijksuniversiteit van Leiden. Hij schreef journalistieke bijdragen voor Gazet van Antwerpen, Het Belang van Limburg, De Standaard, Knack en tal van andere bladen. In 2000 ging hij aan de slag als podiumprogrammator in cultuurhuis de Warande in Turnhout en in april van 2006 werd hij hoofdredacteur van het tijdschrift Stripgids. Tien jaar later ging hij aan de slag als uitgever bij Standaard Uitgeverij. Sinds 2009 publiceerde hij verschillende boeken, vooral literaire non-fictie.

## Werken
In zijn boek "Landlopers" doet hij het relaas van de zogenaamde "rijksweldadigheidskolonies" van Wortel en Merksplas, waar bijna 200 jaar lang armen en vagebonden werden opgevangen. Horsten groeide op in de schaduw van de kolonie van Wortel. "De pater en de filosoof" spitst de aandacht dan weer toe op pater Herman Leo Van Breda, de lievelingsneef van zijn grootmoeder, die de geestelijke nalatenschap van de Duits-joodse filosoof Edmund Husserl uit de klauwen van de nazi's redde. Het boek werd in verschillende talen vertaald.
- Het geluk van de lezer (2009)
- Kinderen van Kuifje (2011)
- Landlopers (2013)
- Merho Zwart op wit (2013)
- Vlaamse reuzen (2014, met Jan Smet)[3]
- De pater en de filosoof (2018)[4]